# Sekundärmineral
Sekundärminerale sind Minerale, die anders als die Primärminerale erst nach der Bildung des sie umgebenden Gesteins entstanden sind. Sie bilden sich dabei aus diesen durch chemische Verwitterung oder Metamorphose. Häufig kommt auch die Abscheidung aus hydrothermalen Lösungen in Hohlräumen im Gestein vor. Beispiele dafür sind Achate und Drusen. Falls der Hohlraum durch Herauslösen eines Kristalls entstand und wieder komplett mit einem anderen Mineral gefüllt wird, zeigt dieses eine „falsche“, pseudomorphe Kristallform.
Viele Sekundärminerale bilden sich in älteren Bergbau-Lokalitäten wie Bergwerksstollen, Strecken und Halden durch Verwitterung, insbesondere durch Oxidation. Viele dieser Minerale werden daher in Gruben erstmals entdeckt und nach diesen benannt (Beispiele: Schulenbergit, Goslarit).
Beispiele für die Verwitterung von Erzen sind die Bildung von Melanterit und Limonit aus Pyrit und von Chalkanthit, Azurit und Malachit aus Kupfererzen.